# Jean-François Le Grand
Jean-François Le Grand, né le 8 juin 1942 à Lessay (Manche), est un homme politique français, sénateur de 1982 à 2011 et président du conseil général de la Manche de 1998 à 2015.

## Biographie
Fils du conseiller général et maire gaulliste de Lessay, Albert Le Grand (1906-1983), il suit ses études chez les oratoriens puis à l'École nationale vétérinaire de Toulouse, avant de s'installer professionnellement, en 1972, dans sa ville natale.
Sur les traces de son père, Jean-François Le Grand entre, sans étiquette, au conseil municipal de Lessay en 1971, est élu conseiller général pour le canton de Lessay en 1976, et devient adjoint au maire en 1977.
« Jeune lion » du gaullisme manchois, il adhère au RPR en 1978 et s'impose progressivement comme un personnage important de la droite locale : sénateur de la Manche à partir d'avril 1982, après la mort d'Auguste Cousin, il devient vice-président en 1985, puis premier vice-président en 1989 du conseil général de la Manche, maire de Lessay entre 1989 et 1996 et président de la communauté de communes du canton de Lessay de 1993 à 1998.
Lorsque Pierre Aguiton annonce qu'il laisse la présidence de l'assemblée départementale, il annonce sa candidature, et doit faire face au député Jean-Claude Lemoine et au maire (FD) de Saint-James, Michel Thoury. Après une élection interne au RPR contestée. Jean-François Le Grand est élu à la présidence du conseil général en 1998, mettant fin au « règne » des Républicains indépendants et au « système Jozeau-Marigné ». Il conserve son siège de sénateur malgré ses propositions lors des assises du RPR en décembre 1997, contre le cumul d'un mandat parlementaire et d'une fonction exécutive. 
Localement et nationalement, il est reconnu pour ses compétences et son implication dans le domaine de l'environnement : président de l'Union nationale des CPIE de 1993 à 1997, président fondateur du Parc naturel régional des Marais du Cotentin et du Bessin et de l'Association nationale des élus des zones humides, président du Cercle français de l'eau, il est rapporteur de la loi sur le renforcement de la protection de l'environnement (1994-1995) et du projet de loi portant codification de la loi « environnement » et auteur d’un rapport d’information sénatoriale « Natura 2000 » et d'un rapport sur les « retombées économiques, pour les collectivités locales et les riverains, de l'activité aéroportuaire » (2003). I Parmi d'autres initiatives, il ouvre le 15 novembre 2006 les Assises "Ensemble pour la Biodiversité " tenues à l'occasion du 30éme anniversaire de la loi de 1976 sur la protection de la nature, assises qui réuniront les principaux acteurs français du secteur de la biodiversité.
À la tête du département, il a lancé une politique culturelle départementale dynamique, mis en place un développement numérique du territoire, et engagé le conseil général dans la rénovation du Marité. Il est également avec Jean Lemière, le principal artisan de la réhabilitation de l'hôpital des Armées de Cherbourg-Octeville en école de cinéma, projet dont le coût, la pertinence et les méthodes sont contestés dans la presse et par la gauche cherbourgeoise et dont l'échec affaiblit la droite cherbourgeoise. Autre projet controversé, il est à l'initiative, comme conseiller général du canton, de la construction du circuit automobile de Lessay « Formula Project », financé à hauteur de 11 millions de francs par le département.
Volontiers libre de parole, ses prises de positions locales où nationales irritent au sein de sa majorité. Ainsi, à la suite de l'investiture de Claude Gatignol par le bureau national de l'UMP, en opposition au vote des militants de la Manche, et sur fond de suspicion de détournements de fonds par le député sortant de Valognes, il se met temporairement en congé de son parti en novembre 2006, jusqu'au lendemain des élections législatives de 2007 pour lesquelles il soutient la candidature dissidente du maire de Sainte-Mère-Église, Marc Lefèvre, largement distancé au premier tour par Claude Gatignol (10 % contre 41 %). 
De même, nommé président du groupe de travail national consacré à la biodiversité pour le Grenelle Environnement en 2007, puis du comité de préfiguration de la Haute autorité sur les organismes génétiquement modifiés, ses doutes vis-à-vis des OGM et du MON 810 sont critiqués en janvier 2008, et il est mis en minorité lors de la première lecture du projet de loi sur les OGM au Sénat, notamment par le rapporteur, Jean Bizet, autre sénateur UMP de la Manche. À l'occasion du passage du projet de loi devant les députés, il accuse les lobbys pro-OGM d'influencer les parlementaires, propos condamnés par le bureau de l'Assemblée nationale qui lui valent d'être quelque temps isolé au sein de son groupe au Sénat.
Lors de la campagne présidentielle de 1995, il prend parti pour Édouard Balladur contre Jacques Chirac,.
Il est élu, en octobre 2009, gouverneur du Conseil mondial de l'eau, une collaboration d'organisations non gouvernementales, de gouvernements et d'organisations internationales pour résoudre les problèmes liés à l'eau dans le monde. 
Jean-François Le Grand est désigné tête de liste de la majorité présidentielle pour les élections régionales de mars 2010 en Basse-Normandie et chef de file dans la Manche. Arrivé en tête dans la Manche (32,48 %), et en seconde position en Basse-Normandie au premier tour (27,68 %), il est devancé au second par la liste unissant les forces de gauche et les écologistes tant dans la Manche, départementalement face à Jean-Pierre Godefroy (45,70 %), et régionalement face à Laurent Beauvais (42,89 %).
Le 8 avril 2011, il décide de quitter l'UMP, déplorant la « droitisation » du parti.

## Détail des mandats et fonctions
Anciens mandats
- Sénateur de la Manche de 1982 à 2011, membre de l'Office parlementaire d'évaluation des choix scientifiques et technologiques,
- Maire de Lessay
- Président de la communauté de communes du canton de Lessay
- Conseiller général de la Manche (Lessay) de 1976 à 2015
- Président du conseil général de la Manche de 1998 à 2015